# 黑森州朗根
黑森州朗根（德語：Langen (Hessen)），简称朗根（德語：Langen，發音：[ˈlaŋən] ⓘ），是德国黑森州达姆施塔特行政区奥芬巴赫县的城市，位于达姆施塔特和法兰克福之间，面积29.12平方千米，2023年12月31日人口为40,009人。朗根是德国航空交通管制局和保罗-埃尔利希研究所的总部所在地。

## 友好城市
朗根与以下城市结为友好城市：
- 法國 罗莫朗坦-朗特奈（1968年）
- 英格兰 朗伊顿（英语：Long Eaton）（1970年）
- 土耳其 塔尔苏斯（1991年）
- 西班牙 杜罗河畔阿兰达（2006年）